# Vanesa Kaladzinskaya
Vanesa Kaladzinskaya, née le 27 décembre 1992 à Babrouïsk, est une lutteuse libre biélorusse. En 2017, elle remporte la finale lors des Championnats du monde dans la catégorie des moins de 53 kg face à Mayu Mukaida.

## Palmarès

### Jeux Olympiques
Elle participe aux Jeux olympiques de 2012 à Londres dans la catégorie des moins de 48 kg et se fait éliminer en 1/4 de finale par Carol Huynh. Elle termine en 8e position.

### Championnats du monde
- Médaille d'or en catégorie des moins de 48 kg aux Championnats du monde de lutte 2012 dans le comté de Strathcona
- Médaille d'or en catégorie des moins de 53 kg aux Championnats du monde de lutte 2017 à Paris

### Championnats d'Europe
- Médaille d'or en catégorie des moins de 53 kg aux championnats d'Europe de lutte 2020 à Rome
- Médaille d'or en catégorie des moins de 53 kg aux championnats d'Europe de lutte 2017 à Novi Sad
- Médaille d'argent en catégorie des moins de 53 kg aux championnats d'Europe de lutte 2018 à Kaspiisk
- Médaille de bronze en catégorie des moins de 53 kg aux championnats d'Europe de lutte 2019 à Bucarest